# Malungs landskommun
Malungs landskommun var en kommun i dåvarande Kopparbergs län (nu Dalarnas län).

## Administrativ historik
Kommunen bildades 1863 i Malungs socken i Dalarna.
I landskommunen inrättades 14 januari 1931 Malungs municipalsamhälle som upplöstes i och med utgången av år 1957.
Landskommunen uppgick 1971 i den då nybildade Malungs kommun.

### Kyrklig tillhörighet
I kyrkligt hänseende tillhörde kommunen Malungs församling.

## Kommunvapen
Blasonering: I blått fält en hästsko och däröver en bjälkvis ställd klohammare, båda av guld.
Vapnet antogs 1947.

## Geografi
Malungs landskommun omfattade den 1 januari 1952 en areal av 1 846,20 km², varav 1 748,70 km² land.

### Tätorter i kommunen 1960
| Tätort      | Folkmängd |
| ----------- | --------- |
| Malung      | 5 500     |
| Malungsfors | 940       |
| Öje         | 294       |
| Yttermalung | 272       |
| Gärdås      | 257       |

Tätortsgraden i kommunen var den 1 november 1960 80,7 procent.

## Politik

### Mandatfördelning i valen 1938-1966
| 19 |  | 6 | 4 |

| 29 |

| 20 |  | 5 | 4 |

| 29 |

|  | 19 | 6 | 4 |

| 30 |

|  | 23 |  | 11 | 4 |

| 39 |

| 22 |  | 11 | 6 |

| 37 |

| 21 | 4 | 8 | 7 |

| 38 |

| 21 | 7 | 7 | 5 |

| 35 |

|  | 18 | 9 | 8 | 4 |

| 36 |